# Langues touarègues
Pour les articles homonymes, voir Touareg.
Les langues touarègues constituent une branche du groupe des langues berbères, parlées par les Touaregs. Elles appartiennent donc à la famille des langues afro-asiatiques. Les langues touaregs sont les seules du groupe berbère à avoir conservé la forme écrite de l'alphabet libyco-berbère, également appelé tifinagh, adopté par l’Algérie et le Maroc dans le cadre de l'officialisation de tamazight. 
Elles sont parlées au Niger, au Mali, au Burkina Faso, en Algérie et en Libye.

## Histoire
Les Touareg habitent les régions désertiques de l'Afrique du Nord depuis des temps immémoriaux,  ils seraient les descendants des paleoberbères de la préhistoire. Les sites d'art rupestres comportant des écritures Touareg attestent de la présence de ce peuple dans la région il y a plusieurs millénaires. Hérodote a mentionné un peuple libyque nommé les Garamantes qui seraient les ancêtres des Touareg du nord. Au Moyen Âge, ils habitaient dans le Sud du Maroc aux environs du grand centre caravanier de Sijilmassa. Au XVIe siècle, Léon l'Africain retrace les migrations des Touareg vers le sud et leur expansion, soumettant les Haoussas de l'Aïr (XIVe siècle) et cherchant à s'imposer sur la boucle du Niger, à Tombouctou et à Gao, contre l'empire du Mali (XIVe-XVe siècle), l'Empire songhaï (XVe-XVIe siècle), les expéditions marocaines (XVIIIe siècle) ou contre les Peuls (XIXe siècle).

## Subdivisions

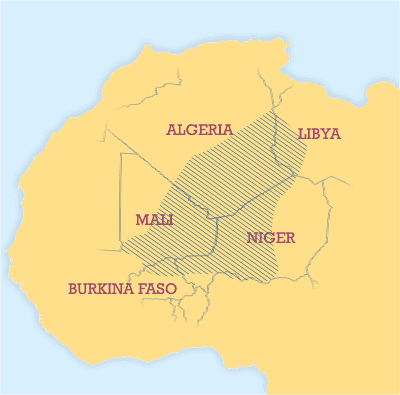
Régions où vit un nombre important de Touaregs qui parle une langue touarègue (parmi les langues berbères).

Les langues berbères sont parlées au nord et au sud du Sahara : au sud les langues touarègues elles-mêmes au travers du Sahel, au Mali, au Burkina Faso, au Niger, dans le Sud-Est de la Mauritanie et dans le Sud de l'Algérie ; et aussi au nord au travers du massif de l'Atlas, au Maroc, en Algérie, dans le Sud de la Tunisie, en Libye jusqu'à l'ouest de l'Égypte, qui ont conservé dans leurs langues tamazight l'héritage touareg, et notamment l'usage de leur écriture tifinagh au-delà d'un important substrat lexical commun.
- Au nord, dans le massif de l'Atlas :
  - Tamahaq : parlée par plus de 60 000 personnes en 1987 dans le sud de l'Algérie et en Libye (confédérations des Kel Ahaggar et des Kel Ajjer).
- Au sud dans le Sahel :
  - Tamasheq : parlée par les touaregs de Tadamket ( Tombouctou, Tawdenni et une partie de Gao) cette variante est parlée aussi par   les  Kel Adagh tadghaq (les habitants de l'adrar des Ifoghas), parlée au Mali et dans l'extrême-sud de l'Algérie par environ 270 000 personnes.
  - Tamajeq de l'Aïr, tayert ; elle est plus globalement appelée tamajaq et est parlée au Niger par environ 250 000 personnes[6] ; vers Tahoua, une autre variante de la langue serait appelée respectivement tamajaq tahoua.
  - Tawellemmet, dite taullemmet (tawallamat ou encore tawillimidt) tamajaq[7], parlée au Mali (zone de Ménaka) et au Niger par environ 870 000 personnes.
  - La variété des Kel Asakan.

## Écriture
La langue touareg est écrite avec l’alphabet tifinagh écriture traditionnelle des kel tamajeq qui existe depuis l'antiquité. 
- Exemple de texte tifinagh (néo-tifinagh et non le tifinagh touareg traditionnel) :

ⵜⵉⵊⵉⵏⴰⵗ ⴰⵊⵏⴰⵗ ⵏ ⴾⵢⵍ ⵜⴰⵎⴰⵌⵆ ⵉⵢⴰⵏ
ⴷⴰⵗ ⵉⵊⵏⴰⵗⴰⵏ ⵓⵉⵏ ⴰⵔⵓⵏⵢⵏ[réf. nécessaire]
La langue touarègue s'ecrit aussi avec l’alphabet latin.
Au Niger, le tamajaq a un alphabet latin officiel depuis 1966, celui-ci a été révisé en 1999.
Au Mali, le tamasheq a un alphabet latin officiel depuis 1967, modifié en 1982.

## Alphabets

### Alphabet tamasheq (Mali)
Au Mali, l’alphabet touareg a un statut officiel depuis le décret no 85/PG-RM du 26 mai 1967 et est révisé par le décret no 159/PG-RM du 19 juillet 1982.
Les modifications entre 1967 et 1982 sont :
- les consonnes emphatiques ‹ ʼd, ʼl, ʼs, ʼt, ʼz › deviennent ‹ ḍ, ḷ, ṣ, ṭ, ẓ ›
- le digraphe ‹ sh › est remplacé par ‹ š › pour éviter la confusion avec la suite ‹ s › et ‹ h ›
- la voyelle brève ‹ ă › est introduite
- le digraphe ‹ gh › est remplacé par ‹ ɣ ›
- les consonnes ‹ h › et ‹ ʔ › sont introduites, car utilisées dans les mots d’origine arabe
- ‹ ŋ › est utilisé dans les mots d’emprunts

| Lettres de l’alphabet (Mali, 1982) | Lettres de l’alphabet (Mali, 1982) | Lettres de l’alphabet (Mali, 1982) | Lettres de l’alphabet (Mali, 1982) | Lettres de l’alphabet (Mali, 1982) | Lettres de l’alphabet (Mali, 1982) | Lettres de l’alphabet (Mali, 1982) | Lettres de l’alphabet (Mali, 1982) | Lettres de l’alphabet (Mali, 1982) | Lettres de l’alphabet (Mali, 1982) | Lettres de l’alphabet (Mali, 1982) | Lettres de l’alphabet (Mali, 1982) | Lettres de l’alphabet (Mali, 1982) | Lettres de l’alphabet (Mali, 1982) | Lettres de l’alphabet (Mali, 1982) | Lettres de l’alphabet (Mali, 1982) | Lettres de l’alphabet (Mali, 1982) | Lettres de l’alphabet (Mali, 1982) | Lettres de l’alphabet (Mali, 1982) | Lettres de l’alphabet (Mali, 1982) | Lettres de l’alphabet (Mali, 1982) | Lettres de l’alphabet (Mali, 1982) | Lettres de l’alphabet (Mali, 1982) | Lettres de l’alphabet (Mali, 1982) | Lettres de l’alphabet (Mali, 1982) | Lettres de l’alphabet (Mali, 1982) | Lettres de l’alphabet (Mali, 1982) | Lettres de l’alphabet (Mali, 1982) | Lettres de l’alphabet (Mali, 1982) | Lettres de l’alphabet (Mali, 1982) | Lettres de l’alphabet (Mali, 1982) | Lettres de l’alphabet (Mali, 1982) | Lettres de l’alphabet (Mali, 1982) | Lettres de l’alphabet (Mali, 1982) | Lettres de l’alphabet (Mali, 1982) | Lettres de l’alphabet (Mali, 1982) |
| ---------------------------------- | ---------------------------------- | ---------------------------------- | ---------------------------------- | ---------------------------------- | ---------------------------------- | ---------------------------------- | ---------------------------------- | ---------------------------------- | ---------------------------------- | ---------------------------------- | ---------------------------------- | ---------------------------------- | ---------------------------------- | ---------------------------------- | ---------------------------------- | ---------------------------------- | ---------------------------------- | ---------------------------------- | ---------------------------------- | ---------------------------------- | ---------------------------------- | ---------------------------------- | ---------------------------------- | ---------------------------------- | ---------------------------------- | ---------------------------------- | ---------------------------------- | ---------------------------------- | ---------------------------------- | ---------------------------------- | ---------------------------------- | ---------------------------------- | ---------------------------------- | ---------------------------------- | ---------------------------------- |
| A                                  | Ă                                  | B                                  | D                                  | Ḍ                                  | E                                  | Ǝ                                  | F                                  | G                                  | Ɣ                                  | H                                  | Ḥ                                  | I                                  | J                                  | K                                  | L                                  | Ḷ                                  | M                                  | N                                  | Ŋ                                  | O                                  | Q                                  | R                                  | S                                  | Ṣ                                  | Š                                  | T                                  | Ṭ                                  | U                                  | W                                  | X                                  | Y                                  | Z                                  | Ž                                  | Ẓ                                  | ʔ                                  |
| a                                  | ă                                  | b                                  | d                                  | ḍ                                  | e                                  | ǝ                                  | f                                  | g                                  | ɣ                                  | h                                  | ḥ                                  | i                                  | j                                  | k                                  | l                                  | ḷ                                  | m                                  | n                                  | ŋ                                  | o                                  | q                                  | r                                  | s                                  | ṣ                                  | š                                  | t                                  | ṭ                                  | u                                  | w                                  | x                                  | y                                  | z                                  | ž                                  | ẓ                                  | ʔ                                  |

### Alphabet tamajaq (Niger)
Au Niger, l’alphabet officiel du tamajaq est défini dans l’arrêté no 017/MEN/ALPHA de 1966 et dans l’arrêté 214-99 de 1999. L’accent circonflexe est utilisé sur les voyelles â, ê, î, ô, û.
| Lettres de l’alphabet (Niger, 1999) | Lettres de l’alphabet (Niger, 1999) | Lettres de l’alphabet (Niger, 1999) | Lettres de l’alphabet (Niger, 1999) | Lettres de l’alphabet (Niger, 1999) | Lettres de l’alphabet (Niger, 1999) | Lettres de l’alphabet (Niger, 1999) | Lettres de l’alphabet (Niger, 1999) | Lettres de l’alphabet (Niger, 1999) | Lettres de l’alphabet (Niger, 1999) | Lettres de l’alphabet (Niger, 1999) | Lettres de l’alphabet (Niger, 1999) | Lettres de l’alphabet (Niger, 1999) | Lettres de l’alphabet (Niger, 1999) | Lettres de l’alphabet (Niger, 1999) | Lettres de l’alphabet (Niger, 1999) | Lettres de l’alphabet (Niger, 1999) | Lettres de l’alphabet (Niger, 1999) | Lettres de l’alphabet (Niger, 1999) | Lettres de l’alphabet (Niger, 1999) | Lettres de l’alphabet (Niger, 1999) | Lettres de l’alphabet (Niger, 1999) | Lettres de l’alphabet (Niger, 1999) | Lettres de l’alphabet (Niger, 1999) | Lettres de l’alphabet (Niger, 1999) | Lettres de l’alphabet (Niger, 1999) | Lettres de l’alphabet (Niger, 1999) | Lettres de l’alphabet (Niger, 1999) | Lettres de l’alphabet (Niger, 1999) | Lettres de l’alphabet (Niger, 1999) | Lettres de l’alphabet (Niger, 1999) | Lettres de l’alphabet (Niger, 1999) | Lettres de l’alphabet (Niger, 1999) | Lettres de l’alphabet (Niger, 1999) | Lettres de l’alphabet (Niger, 1999) | Lettres de l’alphabet (Niger, 1999) |
| ----------------------------------- | ----------------------------------- | ----------------------------------- | ----------------------------------- | ----------------------------------- | ----------------------------------- | ----------------------------------- | ----------------------------------- | ----------------------------------- | ----------------------------------- | ----------------------------------- | ----------------------------------- | ----------------------------------- | ----------------------------------- | ----------------------------------- | ----------------------------------- | ----------------------------------- | ----------------------------------- | ----------------------------------- | ----------------------------------- | ----------------------------------- | ----------------------------------- | ----------------------------------- | ----------------------------------- | ----------------------------------- | ----------------------------------- | ----------------------------------- | ----------------------------------- | ----------------------------------- | ----------------------------------- | ----------------------------------- | ----------------------------------- | ----------------------------------- | ----------------------------------- | ----------------------------------- | ----------------------------------- |
| A                                   | Ă                                   | Ǝ                                   | B                                   | C                                   | D                                   | Ḍ                                   | E                                   | F                                   | G                                   | Ǧ                                   | H                                   | I                                   | J                                   | ǰ                                   | Ɣ                                   | K                                   | L                                   | Ḷ                                   | M                                   | N                                   | Ŋ                                   | O                                   | Q                                   | R                                   | S                                   | Ṣ                                   | Š                                   | T                                   | Ṭ                                   | U                                   | W                                   | X                                   | Y                                   | Z                                   | Ẓ                                   |
| a                                   | ă                                   | ǝ                                   | b                                   | c                                   | d                                   | ḍ                                   | e                                   | f                                   | g                                   | ǧ                                   | h                                   | i                                   | j                                   | ǰ                                   | ɣ                                   | k                                   | l                                   | ḷ                                   | m                                   | n                                   | ŋ                                   | o                                   | q                                   | r                                   | s                                   | ṣ                                   | š                                   | t                                   | ṭ                                   | u                                   | w                                   | x                                   | y                                   | z                                   | ẓ                                   |

### Bibliographie

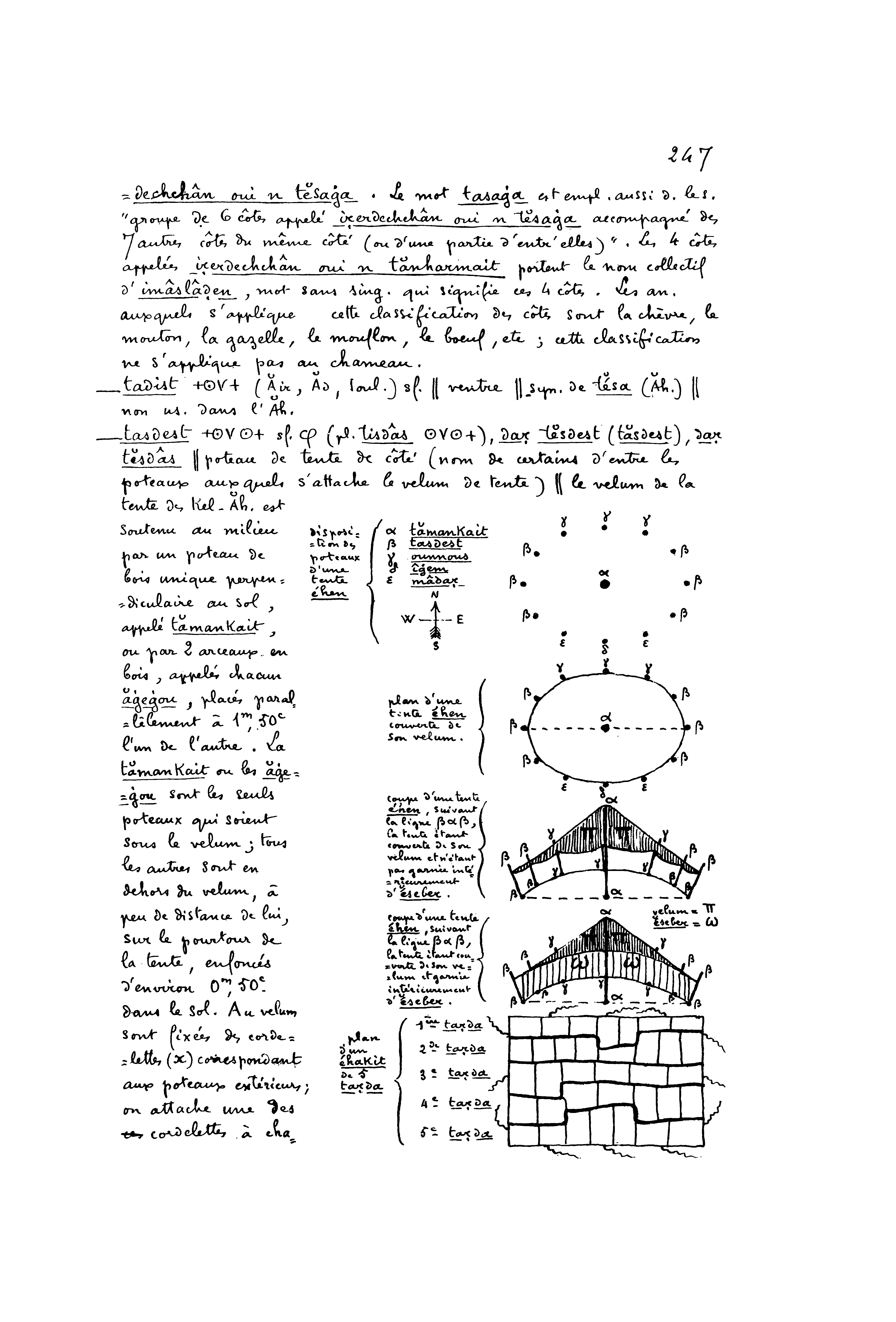
Dictionnaire touareg–français de Foucauld (1951)